# Ţuică
Ţuică (även stavat tuica, tzuika, tsuika, tsuica, eller tzuica) är en traditionell rumänsk spritdryck, med 45-60% alkohol (vanligen 52%). Rumänsk sprit tillreds ofta från frukt, och Ţuică är det officiella namnet när den görs på plommon. När annan frukt brukats används istället ordet rachiu eller rachie.
Drycken serveras traditionellt före varje måltid, och är också ett återkommande inslag i många rumänska högtider.